# Microregiunea Esztergom
Microregiunea Esztergom (în maghiară Esztergomi kistérség) a fost o microregiune statistică (kistérség) din județul Komárom-Esztergom, Ungaria.
Cu o populație de 56.067 locuitori și o suprafață de 304,69 km2, aceasta a existat până în 2014, când în Ungaria, microregiunile ”kistérségek” au fost înlocuite de districte (járások).